# Soko (piosenkarka)
SoKo, właśc. Stéphanie Sokolinski (ur. 26 października 1985 w Bordeaux) – francuska piosenkarka indierockowa i aktorka.

## Życiorys
Jej ojciec był Polakiem, natomiast matka jest Francuzką. Używa pseudonimu Soko od młodzieńczych lat.
W 2007 odniosła sukces w Danii z utworem I'll Kill Her po tym, jak radio The Black Boy Scouts rozpoczęło emisję jej piosenki. Utwór ten osiągnął pierwsze miejsce w duńskiej wersji internetowego sklepu iTunes oraz pierwsze miejsce, biorąc pod uwagę częstotliwość pojawiania się w radiu. Piosenka została również doceniona w Australii, Belgii oraz Holandii.
Wokalistka posiada na swoim koncie EP Not Sokute (2007), płytę LP I Thought I Was an Alien (2012) oraz wydaną w roku 2015 płytę My Dreams Dictate My Reality.